# ProMED-mail

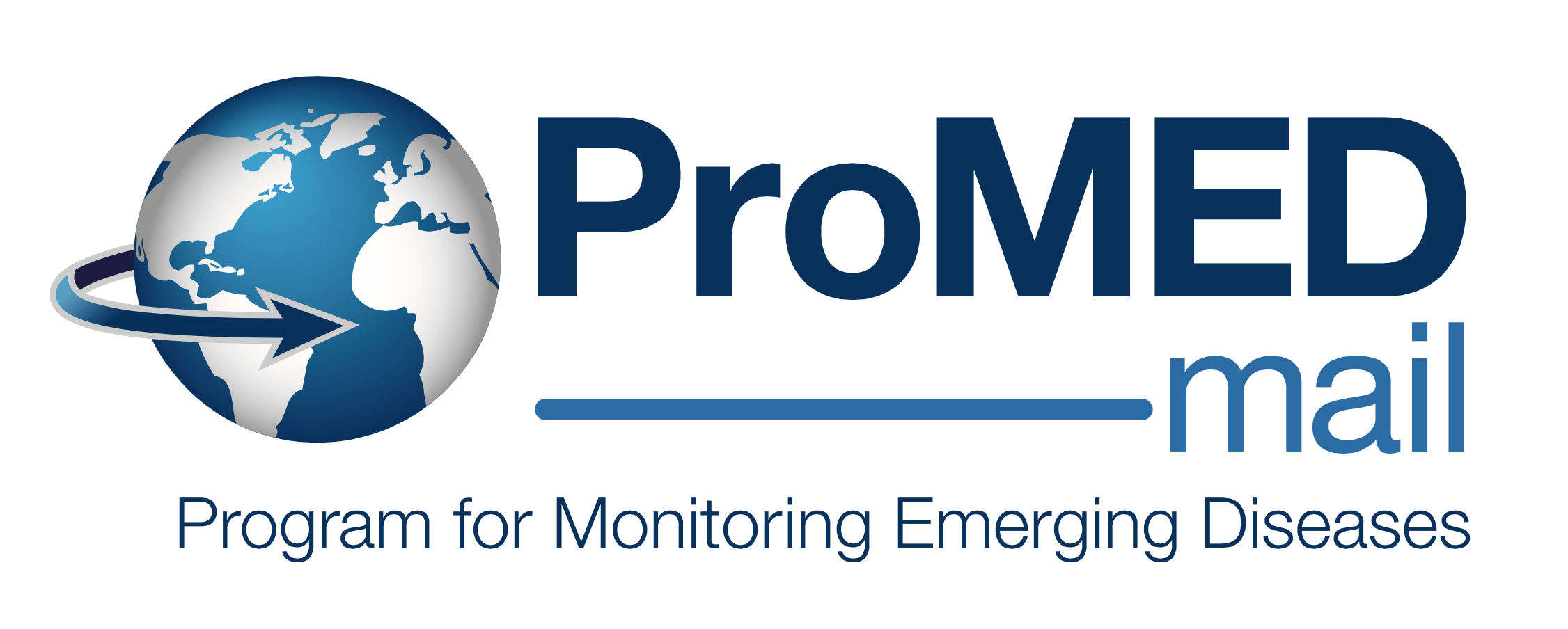

Program for Monitoring Emerging Diseases (auch bekannt als ProMED-mail, abgekürzt ProMED) ist eines der größten öffentlich zugänglichen Meldesysteme für neu auftretende Krankheiten und Ausbrüche weltweit. Das zentrale Ziel von ProMED ist die Förderung der Kommunikation innerhalb der internationalen Gemeinschaft für Infektionskrankheiten, einschließlich Wissenschaftlern, Ärzten, Tierärzten, Epidemiologen, Fachleuten des öffentlichen Gesundheitswesens und anderen, die sich weltweit für Infektionskrankheiten interessieren.
Das 1994 gegründete ProMED hat beim Konzept der elektronischen, internetbasierten Meldung von neu auftretenden Krankheiten und Ausbruchserkennungen Pionierarbeit geleistet. Seit 1999 ist ProMED ein Programm der Internationalen Gesellschaft für Infektionskrankheiten. Mit Stand 2020 hatte ProMED mehr als 80.000 Abonnenten in über 185 Ländern.
Mit durchschnittlich 13 Alarmierungen pro Tag bietet ProMED den Benutzern aktuelle Informationen über Ausbrüche von Infektionskrankheiten auf globaler Ebene.
Eine der wesentlichen globalen Gesundheitsprioritäten ist die rechtzeitige Erkennung und Meldung aufkommender und wieder auftauchender Infektionskrankheiten. Die Früherkennung kann koordinierte und schnelle Reaktionen auf einen Ausbruch ermöglichen und katastrophale Morbidität und Mortalität verhindern. Darüber hinaus kann die Früherkennung schwerwiegende wirtschaftliche Härten mildern, die durch Pandemien und neu auftretende Krankheiten verursacht werden. Die zunehmende Globalisierung des Handels, der Finanzen, der Produktion und der Dienstleistungen hat den immer stärkeren Austausch von Menschen, Tieren, Pflanzen, Nahrungs- und Futtermitteln gefördert. Weitere Faktoren, die zum Risiko des Auftretens neuer und des Wiederauftretens bekannter Krankheitserreger beitragen, sind Klimawandel, Urbanisierung, Landnutzungsänderungen und politische Instabilität. Ausbrüche, die in den entlegensten Teilen der Welt beginnen, breiten sich rasch auf städtische Zentren in weit entfernten Ländern aus. Die epidemiologischen Daten in den ProMED-Stellen wurden zur Schätzung der Sterblichkeitsraten und demographischer Parameter für bestimmte Krankheiten verwendet.
Der Ausbruch des schweren akuten respiratorischen Syndroms (SARS) im Jahr 2003 und der Ausbruch des respiratorischen Syndroms im Nahen Osten (MERS) im Jahr 2012 haben gezeigt, wie wichtig die Früherkennung neu auftretender Krankheiten ist. Die ersten Berichte über den Ausbruch bei beiden Ereignissen wurden von scharfsinnigen Klinikern veröffentlicht. Die Nutzung nicht-traditioneller Informationsquellen kann der internationalen Gemeinschaft zeitnah Informationen über neu auftretende Infektionskrankheiten liefern, die noch nicht offiziell gemeldet wurden. Die frühzeitige Verbreitung von Informationen kann zu einer raschen offiziellen Bestätigung laufender Ausbrüche führen. Das im März 2016 gestartete Epicore-Programm setzt weltweit Freiwillige ein, um Ausbrüche mit nicht-traditionellen Methoden zu finden und zu melden.

## Geschichte
Unter der Schirmherrschaft der Federation of American Scientists wurde ProMED-mail 1994 von  Stephen Morse, damals von der Rockefeller University,  Barbara Rosenberg von der State University of New York at Purchase und  Jack Woodall, damals vom New York State Department of Health (und derzeit Associate Editor von ProMED) gegründet. Ursprünglich als direktes Netzwerk von Wissenschaftlern zu Wissenschaftlern gedacht, entwickelte sich ProMED rasch zu einem Prototyp einer Berichts- und Diskussionsliste über Ebola-Ausbrüche, insbesondere nach dem Ebola-Ausbruch 1995. Die Idee eines globalen Netzwerks wurde erstmals 1989 von Donald A. Henderson vorgeschlagen.
ProMED spielte eine entscheidende Rolle bei der Identifizierung der SARS-Pandemie Anfang 2003. Ein Arzt in Silver Spring, Maryland, Stephen O. Cunnion, legte der Datenbank den ersten Bericht über diesen sich abzeichnenden Ausbruch vor und ermöglichte es der ProMED-Gemeinschaft, den Ausbruch fast zwei Monate vor der weltweiten Alarmierung zu verfolgen. Es dauerte einen Monat, bis die chinesische Regierung den Ausbruch offiziell anerkannte.
Im Jahr 2012 gehörten die Nutzer von ProMED wieder zu den ersten, die den Ausbruch von MERS feststellten. Acht Tage nach dem ersten Bericht gab das saudische Gesundheitsministerium die Diagnose einer neuen Form des Coronavirus bekannt.

## Krankheitsüberwachung und Berichterstattung

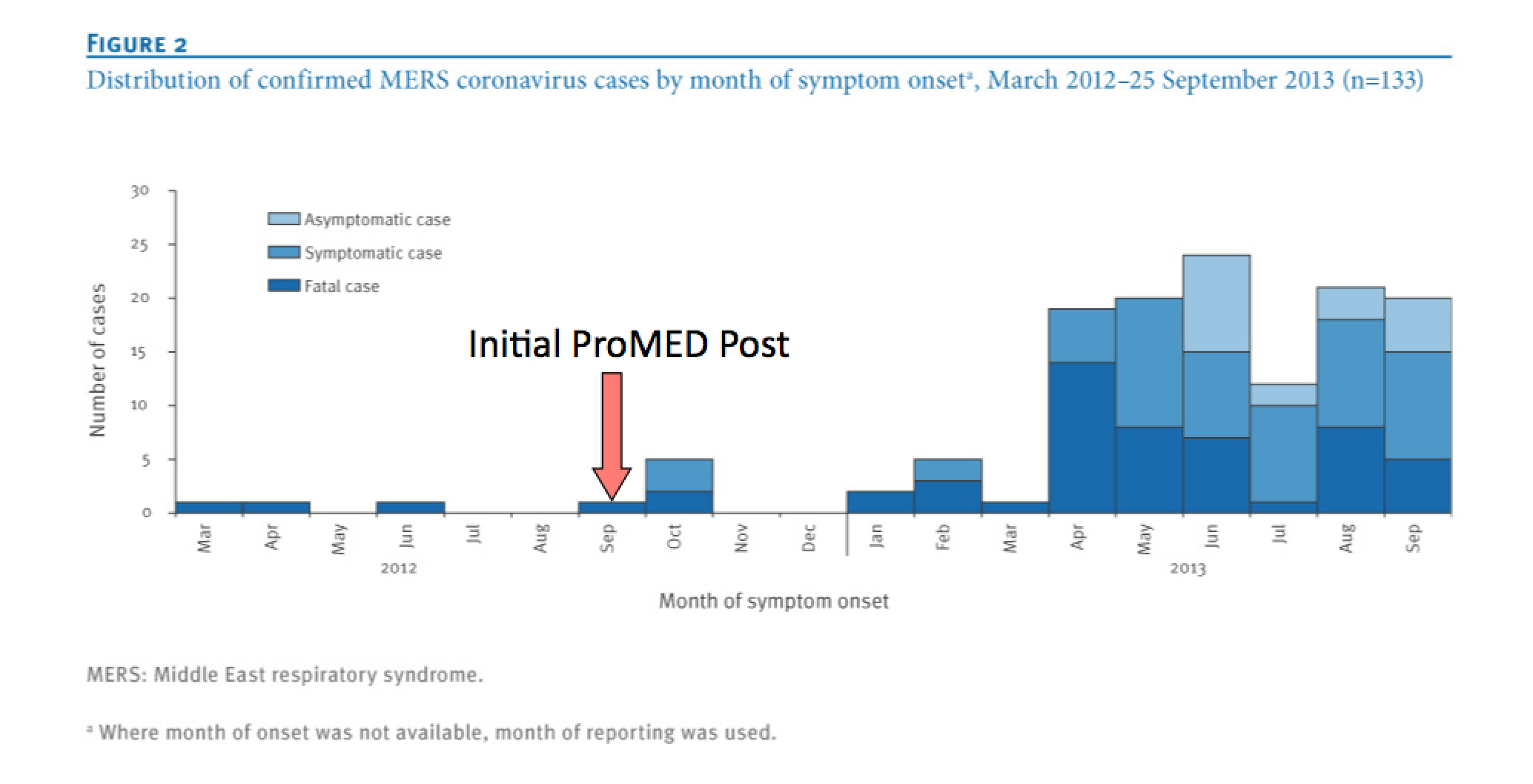
MERS-Fallverteilungsgrafik aus Eurosurveillance 2013 Band 18, Ausgabe 39, Artikel 3, kommentiert von ProMED

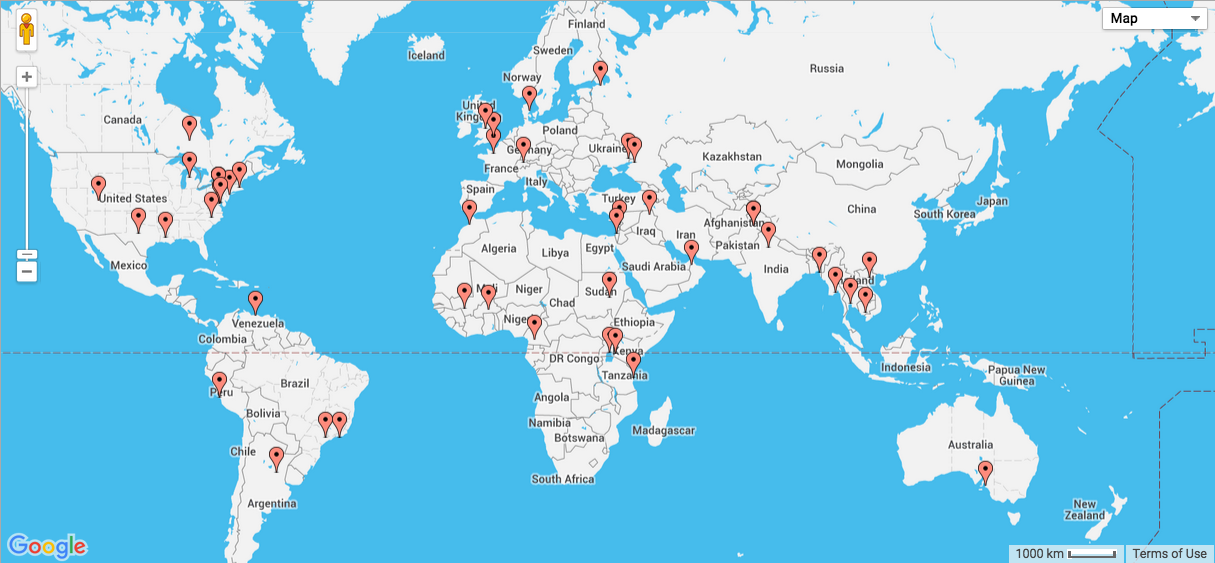
Standorte der 45 ProMED-Moderatoren, die die in der ProMED-Mail-Datenbank veröffentlichten Berichte prüfen und kommentieren.

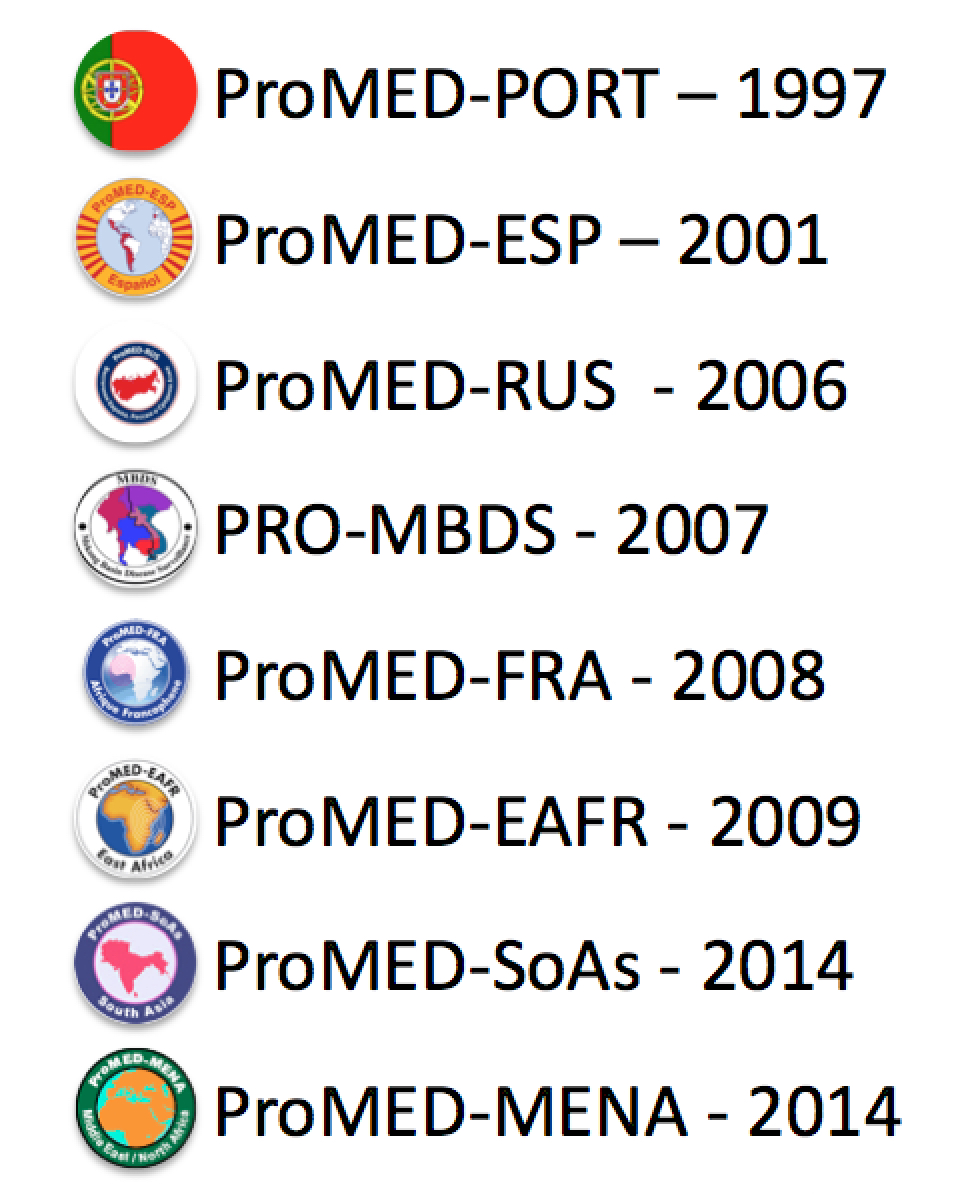
Sprachregionen der ProMED-Post und Jahr, in dem sie in die Datenbank aufgenommen wurden.

Die Bedeutung der Nutzung inoffizieller Informationsquellen für die Überwachung der öffentlichen Gesundheit wird zunehmend erkannt. Manchmal als "ereignisbasierte Überwachung" oder "epidemische Intelligenz" bezeichnet, sind informelle Krankheitsmeldedienste, die durch ProMED auf den Weg gebracht wurden, zu einer entscheidenden Komponente der globalen Gesamtüberwachung von Infektionskrankheiten geworden. Laut WHO Epidemic & Pandemic Alert & Response stammen mehr als 60 % der ersten Ausbruchsmeldungen aus informellen Quellen.
ProMED-mail veröffentlicht Berichte auf der Website ProMEDmail.org zusätzlich zum Versand von E-Mails an Dienstabonnenten. Für das Abonnement des Berichtsnetzes fallen keine Kosten an. ProMED ermutigt die Abonnenten, Daten beizusteuern, auf Informationsanfragen zu antworten und bei der Untersuchung und Prävention von Ausbrüchen mitzuarbeiten.
Die Beiträge werden in Echtzeit veröffentlicht. Die Berichte enthalten detaillierte Angaben zu Ausbrüchen von Infektionskrankheiten mit Geotags und Links zu verwandten Medienartikeln und anderen ProMED-Beiträgen. Jeder Bericht wird von einem Stab fachkundiger Moderatoren geprüft und bearbeitet, um die Gültigkeit der veröffentlichten Informationen zu gewährleisten. In 32 Ländern sind 45 Moderatoren für ProMED tätig. Die Moderatoren prüfen Berichte, die in ihrer Aufsichtsregion eingereicht werden, und stützen sich dabei auf ihre Kenntnisse der Region und der Infrastruktur, um genaue Beschreibungen des Ausbruchsereignisses zu liefern.
Da es sich bei ProMED-mail um ein unabhängiges Programm der regierungsunabhängigen, gemeinnützigen Internationalen Gesellschaft für Infektionskrankheiten handelt, ist sichergestellt, dass eine Verzögerung oder Unterdrückung von Krankheitsmeldungen durch Regierungen aus bürokratischen oder strategischen Gründen vermieden wird.
Um den Zugang zu einem weltweiten Publikum zu ermöglichen, sind Versionen von ProMED in mehreren Sprachen erhältlich und decken verschiedene Regionen ab, darunter ProMED-ESP (spanisch), ProMED-PORT (portugiesisch), ProMED-RUS (russisch), ProMED-FRA (französisch), ProMED-MENA (Naher Osten und Nordafrika), ProMED-SoAs (Südasien und arabische Länder), sowie die englischsprachigen Versionen ProMED-MBDS (Region Mekong-Becken in Südostasien) und ProMED-EAFR (Afrika).

## Zusammenarbeit
ProMED-mail und HealthMap erhielten im Jahr 2008 einen Zuschuss von der Google.org-Initiative "Predict and Prevent". Im Rahmen dieser Zusammenarbeit wurde das globale Netzwerk von ProMED-mail mit den digitalen Erkenntnissen von HealthMap kombiniert.